# دانكو بوشكوفيتش
دانكو بوشكوفيتش (بالألمانية: Danko Bošković)‏ هو لاعب كرة قدم ألماني في مركز الهجوم، ولد في 27 يناير 1982 في نويشتات أن در فاينشتراسه في ألمانيا. لعب مع بادربورن 07 وروت فايس إيسن وفيهين فيسبادن وكارل زايس يينا ونادي ساندهاوزن ونادي فولفسبورغ ونادي كايزرسلاوترن ونادي كوبلنتس.

## وصلات خارجية
- دانكو بوشكوفيتش على موقع قاعدة بيانات كرة القدم.إي يو (الإنجليزية)
- دانكو بوشكوفيتش على موقع بيانات كرة القدم. دي إي (الألمانية)
- دانكو بوشكوفيتش على موقع عالم كرة القدم.نت (الإنجليزية)